# 운량

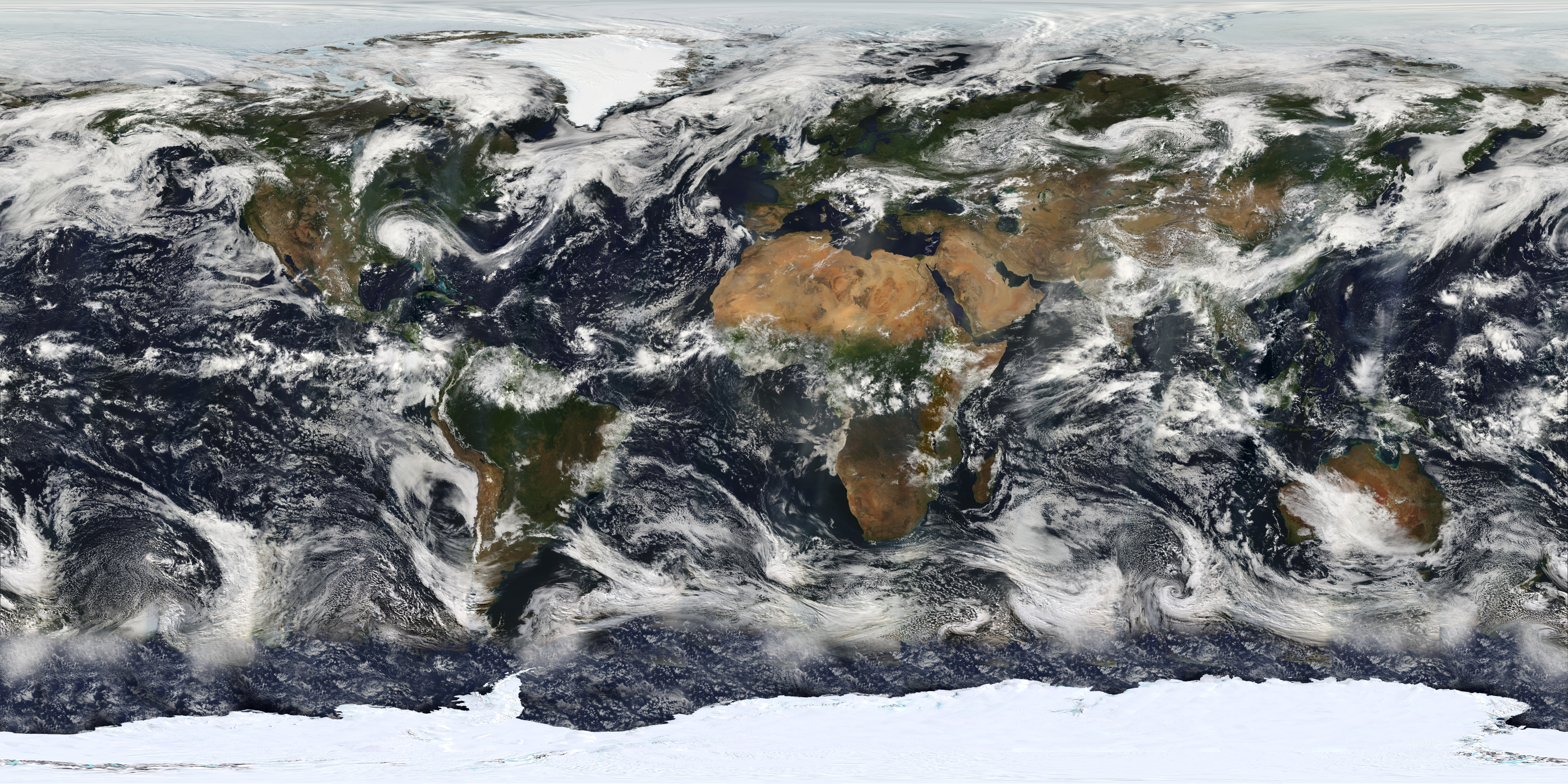
위성 사진에 보이는 구름양 (2005년 7월 11일)

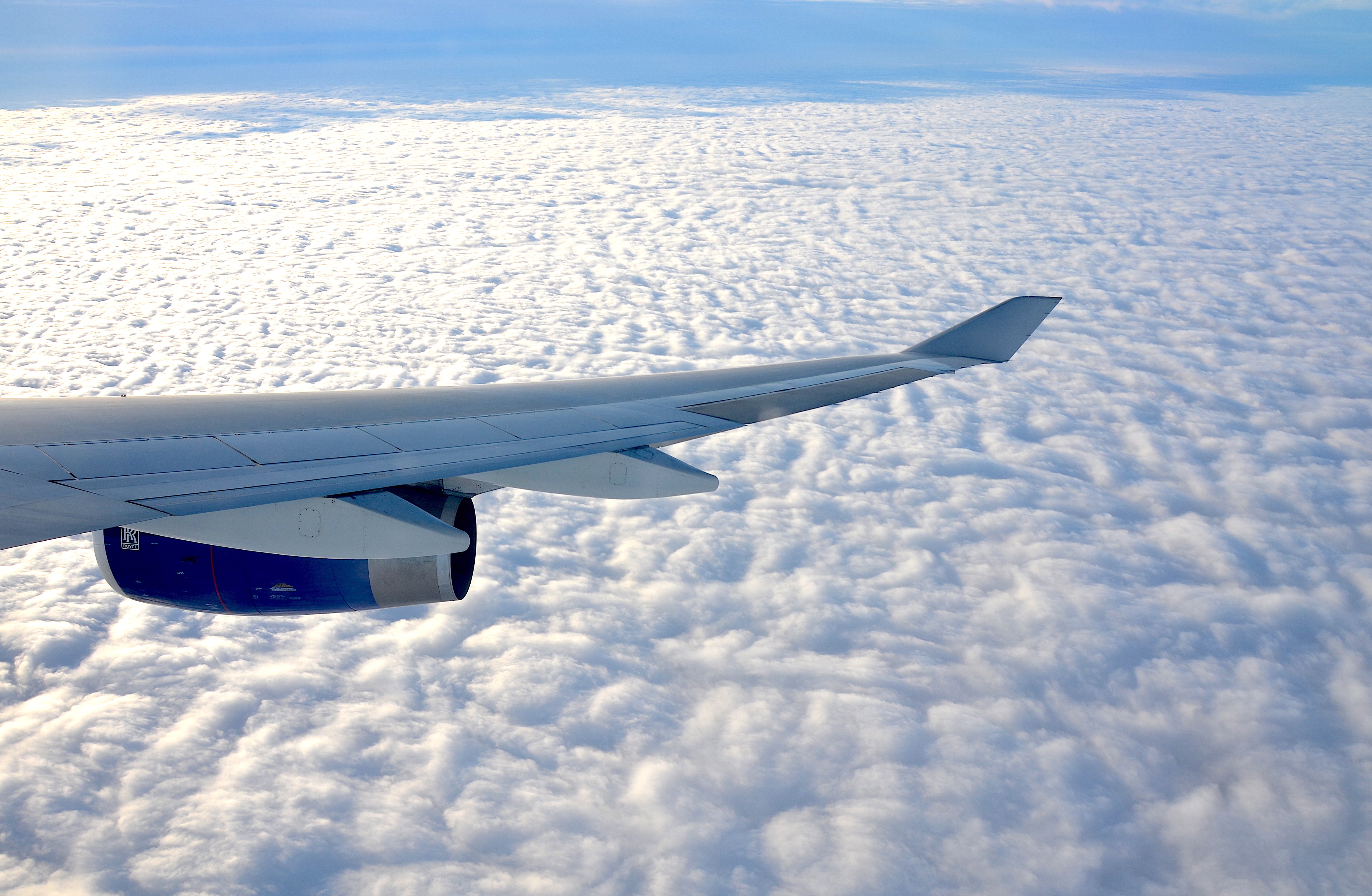
프랑스 위의 구름

운량(雲量, 영어: cloud cover; cloud amount)은 특정 지점에서 관찰할 때 구름이 하늘을 덮고 있는 정도를 가리킨다. 구름양이라고도 한다.
구름의 양에 따라 0에서 10까지 11계급으로 나눈다. 하늘에 떠 있는 모든 구름의 양을 전체 운량, 특정한 모양의 구름의 양과 특정한 높이에서만 보이는 구름의 양을 각각 구름 모양별 운량, 부분 운량이라고 한다. 운량을 나타내는 방법은 하늘에 구름이 한 점도 없을 때를 0, 구름이 하늘을 완전히 덮고 있을 때를 10으로 한다. 대체로 운량이 2 이하인 때를 맑음, 3-5일 때를 구름 조금, 6-7일 때를 구름 많음, 8 이상일 때를 흐림이라고 한다. 짙은 안개 때문에 구름을 관측할 수 없을 때의 운량은 괄호를 붙여(10)으로 나타낸다. 기호로 운량을 나타내는 경우에 0은 ○, 5는 ◑, 10은 ●, 안개 등으로 관측할 수 없을 때는 Ⓧ와 같이 나타낸다.
| 사계절                            |      |           |      |
| 한대 아한대 냉대 온대 아열대 건조 | 봄   | 열대 건조 | 건기 |
| 한대 아한대 냉대 온대 아열대 건조 | 여름 | 열대 건조 | 건기 |
| 한대 아한대 냉대 온대 아열대 건조 | 가을 | 열대 건조 | 우기 |
| 한대 아한대 냉대 온대 아열대 건조 | 겨울 | 열대 건조 | 우기 |